# وسترل
وسترل (به انگلیسی: Vastral) یک زیستگاه انسانی در هند است که در بخش احمدآباد (هند) واقع شده‌است.

## خصوصیات
وسترل ۴۱٬۹۲۵ نفر جمعیت دارد.